# Смирнова, Маргарита Андреевна
Маргари́та Андре́евна Смирно́ва (Фаде́ева) (2 марта 1927, Чебоксары, Чувашская автономная область, СССР — 23 сентября 2022, Йошкар-Ола, Марий Эл, Россия) — советская детская писательница, журналист, редактор. Ответственный секретарь республиканской газеты Марийской АССР «Молодой коммунист» (1962—1982). Один из авторов советской повести-сказки «Приключения Петрушки» (совместно с А. И. Смирновым). Заслуженный работник культуры Марийской АССР (1980).

## Биография
Родилась 2 марта 1927 года в г. Чебоксары ныне Республики Чувашия. В 1945 году окончила среднюю школу с золотой медалью и была направлена в Литературный институт им. А. М. Горького Союзом писателей Чувашии, но по собственному выбору в 1951 году окончила редакционно-издательский факультет Московского полиграфического института. Вернулась на малую Родину, стала работать редактором в Чувашском книжном издательстве.
В 1954 году вышла замуж за писателя Анатолия Смирнова и переехала на постоянное проживание в г. Йошкар-Олу Марийской АССР. В 1954—1982 годах работала в редакции республиканской газеты МАССР «Молодой коммунист» корректором, заведующим отделом писем и молодёжи и на протяжении 20 лет — ответственным секретарём.
Ушла из жизни 23 сентября 2022 года в Йошкар-Оле.

## Литературная деятельность
Начала писать стихи ещё в школьные годы, в основном это были стихотворения ироничного, шутливого содержания. Её стихотворение «Мой друг, Отчизне посвятим…» на выпускном экзамене было особо выделено, опубликовано в местной прессе и читалось по местному радио.
Написала большинство произведений в соавторстве с супругом А. И. Смирновым. В 1957 году был издан их первый совместный сборник рассказов «Самое важное», а 1959 году — сказка «Дружная семья». Нескольким поколениям советских детей полюбилась их повесть-сказка «Приключения Петрушки» (1963). Её продолжением стали книги «Друзья растений: Петрушка в стране Трафарета», «Волшебная книга: Петрушка у людей» и др. Эти книги переведены на немецкий, молдавский и узбекский языки.
В 1978 году пьеса-сказка «Страницы волшебной книги» была поставлена в Республиканском русском драматическом театре Марийской АССР.

## Основные произведения
Далее представлен список основных произведений М. Смирновой на русском языке и в переводе на другие языки:

### На русском языке
- Катина кукла; Праздничный фартук; Самое важное: рассказы / А. Смирнов, М. Фадеева // Дружба. — Йошкар-Ола, 1956. — С. 115—118.
- Самое важное: рассказы / М. Фадеева, А. Смирнов. — Йошкар-Ола, 1957. — 104 с.
- Дружная семья: сказка / М. Фадеева, А. Смирнов. — Йошкар-Ола, 1959. — 144 с.
- Приключения Петрушки: повесть-сказка / М. Фадеева, А. Смирнов. — Йошкар-Ола, 1963. 184 с.; М., 1971. 160 с.; М., 1975. 160 с.; М., 1994. 160 с.
- Друзья растений. Петрушка в стране Трафарета: повесть-сказка / М. Фадеева, А. Смирнов. — Йошкар-Ола, 1965. 176 с.
- Волшебная книга. Петрушка у людей: повесть-сказка / М. Фадеева, А. Смирнов. — Йошкар-Ола, 1969. 160 с.; 1970. 160 с.; 1990. 154 с.
- Митькина любовь: рассказ // Дружба. — Йошкар-Ола, 1976. — С. 204—205.
- И солнце снова в небе: повесть-сказка / М. Фадеева, А. Смирнов. — Йошкар-Ола, 1978. — 112 с.
- Приключения Петрушки. Друзья растений: повесть-сказка / М. Фадеева, А. Смирнов. — Йошкар-Ола, 1987. — 240 с.
- Приключения Петрушки и Алёнки: по мотивам сказки «Приключения Петрушки» / М. Фадеева, А. Смирнов. — М., 1991. 16 с.
- Приключения Петрушки: сборник сказочных повестей / сост. Д. Исаков // М., 1995. — 448 с.
- Приключения Петрушки: повесть-сказка / М. Фадеева, А. Смирнов, К. Чуковский, Ю. Олеша // Ю. Олеша. Три толстяка. — М., 1996. — 448 с.
- Приключения Петрушки: отрывок из повести // Русское слово Марий Эл. — Йошкар-Ола, 2004. — С. 77—85.

### В переводе на другие языки
- Тӧрлатен; Шӧртньӧ перо; Шудо йомын: ойлымаш-влак / перевод на марийский М. Емельянова // Ончыко. — 1956. — № 6. — С. 80—84.
- Приключения Петрушки: повесть-сказка / перевод на немецкий язык Х. Гутше. — Берлин, 1977. — 136 с.
- Приключений Петрушки: повесть-сказка / перевод на узбекский язык // Ташкент, 1988. — 400 с.
- Приключения Петрушки: повесть-сказка / перевод на молдавский язык Р. Сокиркэ. — Кишинёв, 1989. — 176 с.

## Звания и награды
- Заслуженный работник культуры Марийской АССР (1980)[1]
- Юбилейная медаль «За доблестный труд. В ознаменование 100-летия со дня рождения Владимира Ильича Ленина»
- Знак ЦК ВЛКСМ «Трудовая доблесть»[1]
- Почётная грамота Президиума Верховного Совета Марийской АССР (1970)[1]
- Почётная грамота Государственного Собрания Республики Марий Эл (2012)[4]